# Sumner (Oregon)
Sumner az Amerikai Egyesült Államok északnyugati részén, Oregon állam Coos megyéjében, az egykori Coos-öböli postakocsi-útvonal mentén elhelyezkedő önkormányzat nélküli település.
William Gladstone Steel újságíró szerint a települést 1888-ban alapította John B. Dulley (más források szerint Duiley), aki az 1874-ben elhunyt Charles Sumner massachusettsi szenátorról nevezte el azt. Mivel a posta szintén 1874-ben nyílt meg, Steel vélhetően rosszul jegyezte fel az évszámot. Az 1961-ig működő postahivatal első vezetője Dulley volt.
A helység népessége 1915-ben száz fő volt. 1990-ben egy bolt működött.

## Fordítás
- Ez a szócikk részben vagy egészben  a   Sumner, Oregon című angol Wikipédia-szócikk ezen változatának fordításán alapul.  Az eredeti cikk szerkesztőit annak laptörténete sorolja fel. Ez a jelzés csupán a megfogalmazás eredetét és a szerzői jogokat jelzi, nem szolgál a cikkben szereplő információk forrásmegjelöléseként.